# Alpiner Skieuropacup 2000/01
Die Saison 2000/2001 des Alpinen Skieuropacups begann am 29. November 2000 in Levi (FIN) und endete am 15. März 2001 in Piancavallo (ITA). Bei den Männern wurden 33 Rennen ausgetragen (8 Abfahrten, 6 Super-G, 10 Riesenslaloms, 9 Slaloms), bei den Frauen waren es 32 Rennen (6 Abfahrten, 5 Super-G, 10 Riesenslaloms, 11 Slaloms).

## Europacupwertungen

### Gesamtwertung
| Rang | Name               | Land       | Punkte |
| ---- | ------------------ | ---------- | ------ |
| 1    | Ambrosi Hoffmann   | Schweiz    | 1057   |
| 2    | Stephan Görgl      | Österreich | 0811   |
| 3    | Sami Uotila        | Finnland   | 0736   |
| 4    | Beni Hofer         | Schweiz    | 0630   |
| 5    | Norbert Holzknecht | Österreich | 0628   |
| 6    | Florian Seer       | Österreich | 0619   |
| 7    | Manfred Pranger    | Österreich | 0559   |
| 8    | Rainer Salzgeber   | Österreich | 0541   |
| 9    | Davide Simoncelli  | Italien    | 0503   |
| 100  | Klaus Kröll        | Österreich | 0453   |

| Rang | Name                  | Land        | Punkte |
| ---- | --------------------- | ----------- | ------ |
| 1    | Lilian Kummer         | Schweiz     | 672    |
| 2    | Eveline Rohregger     | Österreich  | 653    |
| 3    | Ingrid Rumpfhuber     | Österreich  | 598    |
| 4    | Henna Raita           | Finnland    | 576    |
| 5    | Michaela Kofler       | Österreich  | 540    |
| 6    | Christine Sponring    | Österreich  | 507    |
| 7    | Monika Bergmann       | Deutschland | 502    |
| 8    | Barbara Kleon         | Italien     | 497    |
| 9    | Kristine Heggelund    | Norwegen    | 482    |
| 100  | Magdalena Planatscher | Italien     | 441    |

### Abfahrt
| Rang | Name               | Land       | Punkte |
| ---- | ------------------ | ---------- | ------ |
| 1    | Ambrosi Hoffmann   | Schweiz    | 546    |
| 2    | Norbert Holzknecht | Österreich | 410    |
| 2    | Klaus Kröll        | Österreich | 410    |
| 4    | Roland Assinger    | Österreich | 333    |
| 5    | Maurizio Feller    | Italien    | 299    |

| Rang | Name                 | Land       | Punkte |
| ---- | -------------------- | ---------- | ------ |
| 1    | Ingrid Rumpfhuber    | Österreich | 360    |
| 2    | Astrid Vierthaler    | Österreich | 278    |
| 3    | Katja Wirth          | Österreich | 222    |
| 4    | Kristine Kristiansen | Norwegen   | 196    |
| 5    | Michaela Kofler      | Österreich | 190    |

### Super-G
| Rang | Name             | Land       | Punkte |
| ---- | ---------------- | ---------- | ------ |
| 1    | Stephan Görgl    | Österreich | 439    |
| 2    | Ambrosi Hoffmann | Schweiz    | 430    |
| 3    | Christoph Alster | Österreich | 201    |
| 4    | Hannes Reichelt  | Österreich | 200    |
| 5    | Matteo Berbenni  | Italien    | 196    |

| Rang | Name              | Land       | Punkte |
| ---- | ----------------- | ---------- | ------ |
| 1    | Barbara Kleon     | Italien    | 261    |
| 2    | Monika Dumermuth  | Schweiz    | 180    |
| 3    | Ingrid Rumpfhuber | Österreich | 177    |
| 4    | Karin Blaser      | Österreich | 160    |
| 5    | Tanja Pieren      | Schweiz    | 140    |

### Riesenslalom
| Rang | Name              | Land       | Punkte |
| ---- | ----------------- | ---------- | ------ |
| 1    | Sami Uotila       | Finnland   | 710    |
| 2    | Beni Hofer        | Schweiz    | 498    |
| 3    | Florian Seer      | Österreich | 419    |
| 4    | Davide Simoncelli | Italien    | 394    |
| 5    | Rainer Salzgeber  | Österreich | 363    |

| Rang | Name                  | Land       | Punkte |
| ---- | --------------------- | ---------- | ------ |
| 1    | Lilian Kummer         | Schweiz    | 672    |
| 2    | Eveline Rohregger     | Österreich | 558    |
| 3    | Kristine Heggelund    | Norwegen   | 441    |
| 4    | Magdalena Planatscher | Italien    | 438    |
| 5    | Caroline Pellat-Finet | Frankreich | 332    |

### Slalom
| Rang | Name              | Land               | Punkte |
| ---- | ----------------- | ------------------ | ------ |
| 1    | Manfred Pranger   | Österreich         | 550    |
| 2    | Tom Rothrock      | Vereinigte Staaten | 398    |
| 3    | Mitja Dragšič     | Slowenien          | 285    |
| 4    | Truls Ove Karlsen | Norwegen           | 279    |
| 5    | Mika Marila       | Finnland           | 231    |

| Rang | Name               | Land        | Punkte |
| ---- | ------------------ | ----------- | ------ |
| 1    | Henna Raita        | Finnland    | 516    |
| 2    | Monika Bergmann    | Deutschland | 502    |
| 3    | Christine Sponring | Österreich  | 482    |
| 4    | Christine Hargin   | Schweden    | 369    |
| 5    | Claudia Riegler    | Neuseeland  | 282    |

## Podestplatzierungen Herren

### Abfahrt
| Datum      | Ort              | 1. Platz                       | 2. Platz               | 3. Platz                 |
| ---------- | ---------------- | ------------------------------ | ---------------------- | ------------------------ |
| 19.12.2000 | St. Moritz (SUI) | Ambrosi Hoffmann (SUI)         | Thomas Franz (AUT)     | Maurizio Feller (ITA)    |
| 20.12.2000 | St. Moritz (SUI) | Ambrosi Hoffmann (SUI)         | Roland Assinger (AUT)  | Christian Greber (AUT)   |
| 17.01.2001 | Zauchensee (AUT) | Maurizio Feller (ITA)          | Klaus Kröll (AUT)      | Thomas Graggaber (AUT)   |
| 18.01.2001 | Zauchensee (AUT) | Klaus Kröll (AUT)              | Andreas Buder (AUT)    | Roland Assinger (AUT)    |
| 31.01.2001 | Les Orres (FRA)  | Norbert Holzknecht (AUT)       | Ambrosi Hoffmann (SUI) | Klaus Kröll (AUT)        |
| 01.02.2001 | Les Orres (FRA)  | Sébastien Fournier-Bidoz (FRA) | Ambrosi Hoffmann (SUI) | Norbert Holzknecht (AUT) |
| 06.03.2001 | Sestriere (ITA)  | Norbert Holzknecht (AUT)       | Ambrosi Hoffmann (SUI) | Andreas Buder (AUT)      |
| 07.03.2001 | Sestriere (ITA)  | Klaus Kröll (AUT)              | Roland Assinger (AUT)  | Norbert Holzknecht (AUT) |

### Super-G
| Datum      | Ort               | 1. Platz               | 2. Platz                 | 3. Platz               |
| ---------- | ----------------- | ---------------------- | ------------------------ | ---------------------- |
| 21.12.2000 | St. Moritz (SUI)  | Ambrosi Hoffmann (SUI) | Roland Fischnaller (ITA) | Patrick Wirth (AUT)    |
| 19.01.2001 | Zauchensee (AUT)  | Stephan Görgl (AUT)    | Rainer Salzgeber (AUT)   | Ambrosi Hoffmann (SUI) |
| 20.01.2001 | Zauchensee (AUT)  | Hannes Reichelt (AUT)  | Stephan Görgl (AUT)      | Rainer Salzgeber (AUT) |
| 02.02.2001 | Les Orres (FRA)   | Ambrosi Hoffmann (SUI) | Stephan Görgl (AUT)      | Konrad Hari (SUI)      |
| 09.03.2001 | Sestriere (ITA)   | Stephan Görgl (AUT)    | Patrice Manuel (FRA)     | Ambrosi Hoffmann (SUI) |
| 14.03.2001 | Piancavallo (ITA) | Jeff Piccard (FRA)     | Norbert Holzknecht (AUT) | Ambrosi Hoffmann (SUI) |

### Riesenslalom
| Datum      | Ort               | 1. Platz               | 2. Platz                    | 3. Platz               |
| ---------- | ----------------- | ---------------------- | --------------------------- | ---------------------- |
| 29.11.2000 | Levi (FIN)        | Sami Uotila (FIN)      | Florian Seer (AUT)          | Beni Hofer (SUI)       |
| 30.11.2000 | Levi (FIN)        | Sami Uotila (FIN)      | Jeff Piccard (FRA)          | Beni Hofer (SUI)       |
| 12.12.2000 | Alleghe (ITA)     | Sami Uotila (FIN)      | Patrick Holzer (ITA)        | Bjarne Solbakken (NOR) |
| 13.12.2000 | Alleghe (ITA)     | Florian Seer (AUT)     | Davide Simoncelli (ITA)     | Jeff Piccard (FRA)     |
| 12.01.2001 | Saas-Fee (SUI)    | Rainer Salzgeber (AUT) | Sami Uotila (FIN)           | Lasse Paulsen (NOR)    |
| 13.01.2001 | Saas-Fee (SUI)    | Sami Uotila (FIN)      | Davide Simoncelli (ITA)     | Didier Défago (SUI)    |
| 25.01.2001 | Courchevel (FRA)  | Beni Hofer (SUI)       | Sami Uotila (FIN)           | Rainer Salzgeber (AUT) |
| 25.01.2001 | Courchevel (FRA)  | Sami Uotila (SUI)      | Mario Matt (AUT)            | Vincent Millet (FRA)   |
| 14.02.2001 | Ravascletto (ITA) | Beni Hofer (SUI)       | Walter Girardi (ITA)        | Christoph Alster (AUT) |
| 15.02.2001 | Ravascletto (ITA) | Rainer Salzgeber (AUT) | Gauthier de Tessières (FRA) | Patrick Cogoli (ITA)   |

### Slalom
| Datum      | Ort                   | 1. Platz              | 2. Platz                                   | 3. Platz                             |
| ---------- | --------------------- | --------------------- | ------------------------------------------ | ------------------------------------ |
| 01.12.2000 | Levi (FIN)            | Florian Seer (AUT)    | Manfred Pranger (AUT)                      | Markus Larsson (SWE)                 |
| 02.12.2000 | Levi (FIN)            | Florian Seer (AUT)    | Kilian Albrecht (AUT)                      | Manfred Pranger (AUT)                |
| 22.01.2001 | Donnersbachwald (AUT) | Markus Larsson (SWE)  | Rene Mlekuž (SLO)                          | Kentarō Minagawa (JPN)               |
| 23.01.2001 | Donnersbachwald (AUT) | Manfred Pranger (AUT) | Tom Rothrock (USA)                         | Pierre Egger (AUT)                   |
| 11.02.2001 | Pozza di Fassa (ITA)  | Manfred Pranger (AUT) | Tom Rothrock (USA)                         | Cristian Javier Simari Birkner (ARG) |
| 12.02.2001 | Pozza di Fassa (ITA)  | Tom Rothrock (USA)    | Manfred Pranger (AUT) Andrej Miklavc (SLO) |                                      |
| 17.02.2001 | Bad Wiessee (GER)     | Daniel Défago (SUI)   | Truls Ove Karlsen (NOR)                    | Mitja Dragšič (SLO)                  |
| 20.02.2001 | Wildschönau (AUT)     | Mitja Dragšič (SLO)   | Truls Ove Karlsen (NOR)                    | Tom Rothrock (USA)                   |
| 21.02.2001 | Wildschönau (AUT)     | Kilian Albrecht (AUT) | Markus Ganahl (SUI)                        | Kurt Engl (AUT)                      |

## Podestplatzierungen Damen

### Abfahrt
| Datum      | Ort               | 1. Platz                | 2. Platz                  | 3. Platz                   |
| ---------- | ----------------- | ----------------------- | ------------------------- | -------------------------- |
| 10.01.2001 | Tignes (FRA)      | Astrid Vierthaler (AUT) | Ingrid Rumpfhuber (AUT)   | Tamara Müller (SUI)        |
| 11.01.2001 | Tignes (FRA)      | Sabrina Beer (GER)      | Ingrid Rumpfhuber (AUT)   | Astrid Vierthaler (AUT)    |
| 31.01.2001 | Pra-Loup (FRA)    | Katja Wirth (AUT)       | Marianna Salchinger (AUT) | Kristine Kristiansen (NOR) |
| 01.02.2001 | Pra-Loup (FRA)    | Ingrid Rumpfhuber (AUT) | Michaela Kofler (AUT)     | Picabo Street (USA)        |
| 06.03.2001 | Lenzerheide (SUI) | Karine Meilleur (FRA)   | Jenny Owens (AUS)         | Ingrid Rumpfhuber (AUT)    |
| 07.03.2001 | Lenzerheide (SUI) | Monika Dumermuth (SUI)  | Karin Blaser (AUT)        | Martina Schild (SUI)       |

### Super-G
| Datum      | Ort               | 1. Platz                | 2. Platz                 | 3. Platz                |
| ---------- | ----------------- | ----------------------- | ------------------------ | ----------------------- |
| 21.12.2000 | Les Orres (FRA)   | Barbara Kleon (ITA)     | Julia Mancuso (USA)      | Floriane Paturel (FRA)  |
| 22.12.2000 | Les Orres (FRA)   | Karin Blaser (AUT)      | Warwara Selenskaja (RUS) | Floriane Paturel (FRA)  |
| 02.02.2001 | Pra-Loup (FRA)    | Barbara Kleon (ITA)     | Janette Hargin (SWE)     | Tanja Pieren (SUI)      |
| 15.03.2001 | Piancavallo (ITA) | Astrid Vierthaler (AUT) | Monika Dumermuth (SUI)   | Catherine Borghi (SUI)  |
| 15.03.2001 | Piancavallo (ITA) | Monika Dumermuth (SUI)  | Patrizia Bassis (ITA)    | Ingrid Rumpfhuber (AUT) |

### Riesenslalom
| Datum      | Ort                    | 1. Platz                    | 2. Platz                    | 3. Platz                    |
| ---------- | ---------------------- | --------------------------- | --------------------------- | --------------------------- |
| 13.12.2000 | Chamonix (FRA)         | Britt Janyk (CAN)           | Stina Hofgård Nilsen (NOR)  | Eveline Rohregger (AUT)     |
| 14.12.2000 | Chamonix (FRA)         | Lilian Kummer (SUI)         | Karin Köllerer (AUT)        | Tanja Poutiainen (FIN)      |
| 16.01.2001 | Davos (SUI)            | Lilian Kummer (SUI)         | Stina Hofgård Nilsen (NOR)  | Henna Raita (FIN)           |
| 17.01.2001 | Davos (SUI)            | Lilian Kummer (SUI)         | Stina Hofgård Nilsen (NOR)  | Tanja Poutiainen (FIN)      |
| 26.01.2001 | Abetone (ITA)          | Caroline Pellat-Finet (FRA) | Eveline Rohregger (AUT)     | Elisabeth Görgl (AUT)       |
| 18.02.2001 | Krompachy-Plejsy (SVK) | Eveline Rohregger (AUT)     | Caroline Pellat-Finet (FRA) | Kristine Heggelund (NOR)    |
| 19.02.2001 | Krompachy-Plejsy (SVK) | Lilian Kummer (SUI)         | Kristine Heggelund (NOR)    | Magdalena Planatscher (ITA) |
| 21.02.2001 | Ravascletto (ITA)      | Lilian Kummer (SUI)         | Michaela Kofler (AUT)       | Caroline Pellat-Finet (FRA) |
| 27.02.2001 | Wagrain (AUT)          | Lilian Kummer (SUI)         | Selina Heregger (AUT)       | Eveline Rohregger (AUT)     |
| 12.03.2001 | Piancavallo (ITA)      | Magdalena Planatscher (ITA) | Eveline Rohregger (AUT)     | Kristine Heggelund (NOR)    |

### Slalom
| Datum      | Ort                   | 1. Platz                 | 2. Platz                  | 3. Platz                |
| ---------- | --------------------- | ------------------------ | ------------------------- | ----------------------- |
| 05.12.2000 | Bardonecchia (ITA)    | Henna Raita (FIN)        | Corina Grünenfelder (SUI) | Karin Köllerer (AUT)    |
| 06.12.2000 | Bardonecchia (ITA)    | Claudia Riegler (NZL)    | Henna Raita (FIN)         | Denise Karbon (ITA)     |
| 07.12.2000 | Serre Chevalier (FRA) | Marlies Schild (AUT)     | Christine Hargin (SWE)    | Tina Maze (SLO)         |
| 07.12.2000 | Serre Chevalier (FRA) | Marlies Schild (AUT)     | Ingrid Salvenmoser (AUT)  | Elisabeth Görgl (AUT)   |
| 19.01.2001 | Elbigenalp (AUT)      | Claudia Riegler (NZL)    | Henna Raita (FIN)         | Tina Maze (SLO)         |
| 20.01.2001 | Elbigenalp (AUT)      | Christine Sponring (AUT) | Hedda Berntsen (NOR)      | Marina Huber (GER)      |
| 22.02.2001 | Ravascletto (ITA)     | Christine Sponring (AUT) | Monika Bergmann (GER)     | Henna Raita (FIN)       |
| 23.02.2001 | Ravascletto (ITA)     | Christine Sponring (AUT) | Henna Raita (FIN)         | Christine Hargin (SWE)  |
| 24.02.2001 | Rogla (SLO)           | Monika Bergmann (GER)    | Henna Raita (FIN)         | Špela Pretnar (SLO)     |
| 26.02.2001 | Rogla (SLO)           | Christine Sponring (AUT) | Geneviève Simard (CAN)    | Špela Pretnar (SLO)     |
| 14.03.2001 | Piancavallo (ITA)     | Monika Bergmann (GER)    | Stefanie Wolf (GER)       | María José Rienda (ESP) |